# The Power to Believe
The Power to Believe es el decimotercer y último álbum de estudio del grupo de rock King Crimson, editado en 2003 por Discipline Global Media.

## Lista de canciones
| N.º | Título                                      | Duración |  |
| 1.  | «The Power to Believe I: A Cappella»        | 0:44     |  |
| 2.  | «Level Five»                                | 7:17     |  |
| 3.  | «Eyes Wide Open»                            | 4:08     |  |
| 4.  | «Elektrik»                                  | 7:59     |  |
| 5.  | «Facts of Life: Intro»                      | 1:38     |  |
| 6.  | «Facts of Life»                             | 5:05     |  |
| 7.  | «The Power to Believe II»                   | 7:43     |  |
| 8.  | «Dangerous Curves»                          | 6:42     |  |
| 9.  | «Happy With What You Have to Be Happy With» | 3:17     |  |
| 10. | «The Power to Believe III»                  | 4:09     |  |
| 11. | «The Power to Believe IV: Coda»             | 2:29     |  |

## Personal
Credits adapted from liner notes.
King Crimson
- Robert Fripp – guitar
- Adrian Belew – guitar, vocals
- Pat Mastelotto – acoustic and electric drums and percussion
- Trey Gunn – Warr touch bass

Personal adicional
- David Singleton - masterización, gestión
- Máquina : producción, programación, ingeniería, mezcla
- Simon Heyworth – masterización
- Jeff Juliano - ingeniería adicional
- Ken Latchney - grabación de voz de haiku
- PJ Crook - obra de arte
- Hugh O'Donnell - diseño de portada
- Tim Faulkner - fuente de voz (en Elektrik)